# لوري براون (لاعب كرة قدم)
لوري براون (بالإنجليزية: Laurie Brown)‏ (22 أغسطس 1937 في المملكة المتحدة - 30 سبتمبر 1998 بإنجلترا في المملكة المتحدة) هو مدرب كرة قدم ولاعب كرة قدم بريطاني في مركز قلب الدفاع، شارك في الألعاب الأولمبية الصيفية 1960. ولعب مع توتنهام هوتسبير ونادي أرسنال ونادي فولهام ونادي نورثامبتون تاون ونورويتش سيتي ونادي وكينغ ونادي ألترينتشام وبيشوب أوكلاند ‏ ونادي برادفورد بارك أفنيو ودارلينجتون إف سى.

## وصلات خارجية
- لوري براون على موقع قاعدة بيانات كرة القدم.إي يو (الإنجليزية)
- لوري براون على موقع أوليمبيديا (الإنجليزية)